# Apple Studio Display (1998-2004)

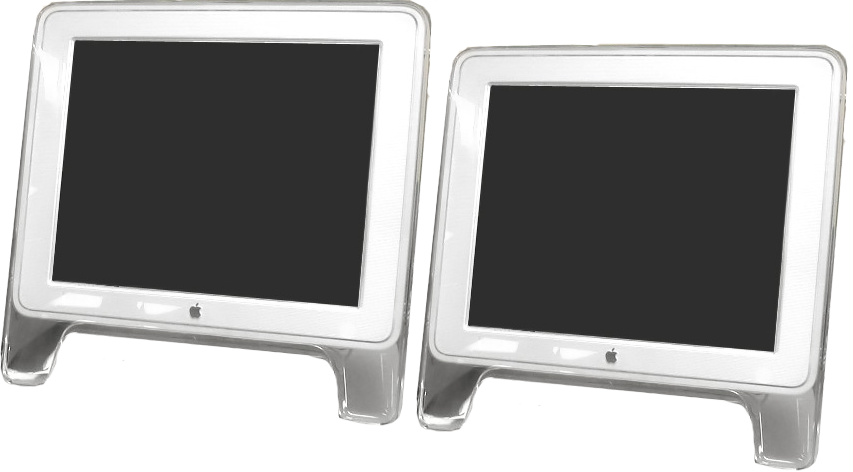
Due studio display

La famiglia Apple Studio Display è stata una linea di monitor prodotta da Apple che includeva schermi LCD e CRT, tra il 1998 e il 2004. Dal 1999 è stata affiancata ai monitor widescreen Apple Cinema Display. Nel 2022 Apple ha riutilizzato il nome per un nuovo display.
Gli Studio Display offrivano diversi input video tra cui VGA, DVI, ADC e connessioni complementari come ingresso cuffie, video composito, USB, S-Video e ADB.
La dismissione del display da 17" CRT nel 2001 ha segnato l'abbandono definitivo dei display a tubo catodico da parte di Apple.

## Modelli

### Prima Generazione
Il primo a debuttare è stato il taglio da 15" con pannello LCD e scocca  blu scuro simile all'eMate 300, mentre le versioni da 17" e 21" CRT sono arrivate un anno più tardi, nel 1999. A fine agosto 1999 tutta la linea si è uniformata esteticamente con le scocche color grafite e bianco adeguandosi alle linee del Power Mac G4 annunciato lo stesso giorno. Per connettersi al nuovo G4, il modello più piccolo ha subìto revisioni tecniche adottando nuovi connettori (DVI e USB).
|               | Studio Display 15                                                | Studio Display 17                                                                                           | Studio Display 21                                                                             |
| ------------- | ---------------------------------------------------------------- | --- | --------------------------------------------------------------------------------------------- |
| Presentazione | Maggio 1998                                                      | Gennaio 1999                                                                                                |                                                                                               |
| Dismissione   | Luglio 2000                                                      | Luglio 2000                                                                                                 | Luglio 2000                                                                                   |
| Dimensioni    | 15"                                                              | 17" | 21"                                                                                           |
| Area Attiva   | 15,1"                                                            | 16,1" | 19,8"                                                                                         |
| Tecnologia    | LCD                                                              | Diamondtron CRT                                                                                             | Triniton CRT                                                                                  |
| DPI           | 85                                                               | 85 | 85                                                                                            |
| Numero colori | 16,7 Milioni                                                     | 16,7 Milioni                                                                                                | 16,7 Milioni                                                                                  |
| Connettori    | DA-15, da Gennaio 1999 VGA, da Agosto 1999 DVI                   | VGA | VGA                                                                                           |
| Risoluzione   | 640 x 480, 800 x 600, 832 x 624, 1024x768                        | 640x480, 800x600 e 1024x768 fino a 85 Hz; 832x624, 1152x870, 1280x1024 fino a 75 Hz; 1600x1200 fino a 60 Hz | 640x480, 800x600, 1024x768, 1280x1024, 1600x1200 fino a 85 Hz; 832x624, 1152x870 fino a 75 Hz |
| Porte         | ADB e S-Video, da Gennaio 1999 RCA, da Agosto 1999 2 USB         | | 4 USB                                                                                         |
| Potenza       | 35 W                                                             | 150 W | 180 W                                                                                         |
| Massa         | 5,5 Kg                                                           | 21,8 Kg | 34,9 Kg                                                                                       |
| Dimensioni    | A L P 38.1, 39.9, 24.9 cm                                        | A L P 48, 41.9, 42.9 cm                                                                                     | A L P 56.6, 51.1, 51.1 cm                                                                     |
| Colore        | Dark Blue, da Gennaio 1999 Blueberry e da Dicembre 1999 Graphite | Blueberry, da agosto 1999 Graphite                                                                          | Blueberry, da agosto 1999 Graphite                                                            |

### Seconda Generazione (ADC)
La seconda generazione sostituisce completamente la linea precedente. Tra le caratteristiche di spicco scompare il modello da 21", il 17" CRT adotta un case in plastica trasparente con una nuova base e frequenze d'aggiornamento più alte. Anche il 15" cambia estetica, adeguandosi alla linea dei Cinema Display. Tutti i modelli adottano il connettore proprietario ADC che porta al monitor alimentazione, segnale video e comunicazione USB. Nel 2001 il 17" adotta il pannello LCD, segnando la scomparsa dei monitor CRT dal catalogo Apple. 
|               | Studio Display 15                   | Studio Display 17 (CRT) | Studio Display 17 (TFT)                                  |
| ------------- | ----------------------------------- | --- | -------------------------------------------------------- |
| Presentazione | Maggio 1998                         | Maggio 1998 | Maggio 2001                                              |
| Dismissione   | Giugno 2000                         | Maggio 2001 | Luglio 2004                                              |
| Dimensioni    | 15"                                 | 17" | 17"                                                      |
| Area Attiva   | 15"                                 | 16,1" | 17"                                                      |
| Tecnologia    | LCD                                 | Diamondtron CRT | TFT                                                      |
| DPI           | 85                                  | 85 | 85                                                       |
| Numero colori | 16,7 Milioni                        | 16,7 Milioni | 16,7 Milioni                                             |
| Connettori    | ADC                                 | ADC | ADC                                                      |
| Risoluzione   | 640x480, 800x600, 832x624, 1024x768 | 640x480 a 153 Hz; 800x600 a 125 Hz; 832x624 a 120 Hz; 1024x768 a 99 Hz; 1056x792 a 96 Hz; 1280x1024 a 75 Hz; 1600x1200 a 65 Hz | 640x480, 800x600, 832x624, 1024x768, 1280x820, 1280x1024 |
| Porte         | 2 USB                               | 2 USB | 2 USB                                                    |
| Potenza       | 35 W                                | 113 W | 50 W                                                     |
| Massa         | 5,2 Kg                              | 20,8 Kg | 34,9 Kg                                                  |
| Dimensioni    | A L P 40.1, 40.9, 17 cm             | A L P 47.5, 43.2, 44.2 cm | A L P 43.9, 44.7, 17.5 cm                                |
| Colore        | Bianco e trasparente                | Trasparente | Bianco e trasparente                                     |